# Diego Martínez Barrio
Diego Martínez Barrio (Sevilla, 25 de noviembre de 1883-París, 1 de enero de 1962) fue un político español que alcanzó los cargos de presidente de las Cortes, presidente y vicepresidente del Consejo de Ministros, presidente interino de la Segunda República Española y presidente de la Segunda República Española en el exilio.

## Biografía
Nació en Sevilla el 25 de noviembre de 1883, hijo de un albañil y de una vendedora del mercado. Él mismo manifiesta en sus memorias lo siguiente: «Mi infancia no conoció otras alegrías que las inevitables de la edad, entreveradas con escaseces que, después de la muerte de mi madre, se convirtieron en miserias».
Cuando contaba once años murió su madre y muy pronto comenzó a trabajar, dedicando el día a su actividad laboral como tipógrafo y las noches a la lectura apasionada de cuantos libros y periódicos llegaban a sus manos. Muy pronto se afilió a la Juventud Republicana de Sevilla y al Partido Republicano Radical fundado por Alejandro Lerroux y comenzó su actividad periodística. Durante el servicio militar, en 1907, pasó dos meses en el calabozo acusado de un delito de opinión por un artículo, aunque finalmente el caso fue sobreseído.
El 1 de julio de 1908 fue admitido en la masonería, iniciándose en la Logia Fe de Sevilla. Tuvo un papel muy importante durante varias décadas en la masonería española. Fue elegido como gran maestro del Gran Oriente Español. Más tarde, fundó el diario El Pueblo y contribuyó a la difusión de las ideas republicanas en la provincia de Sevilla y Andalucía Occidental. En 1910 inició su carrera política, siendo elegido concejal del Ayuntamiento de Sevilla, cargo que renovó tras las elecciones de 1920.
En 1923 se presentó como candidato para diputado a Cortes; aunque resultó elegido, la Junta del Censo y el Tribunal Supremo anuló su designación en favor de Juan Ignacio Luca de Tena, el cual se negó a tomar posesión del cargo. El siguiente paso en su carrera política fue su elección como presidente del Partido Republicano Radical de la provincia de Sevilla. Durante la dictadura de Primo de Rivera, encabezó la oposición al régimen en Andalucía Occidental.
En 1930, a propuesta de Alejandro Lerroux, formó parte del Comité Revolucionario que emanó del Pacto de San Sebastián. El 14 de abril de 1931, fecha de la instauración de la II República Española, se encontraba exiliado en Francia, al igual que otros partidarios de la República, por sus actividades políticas.

### Proclamación de la República

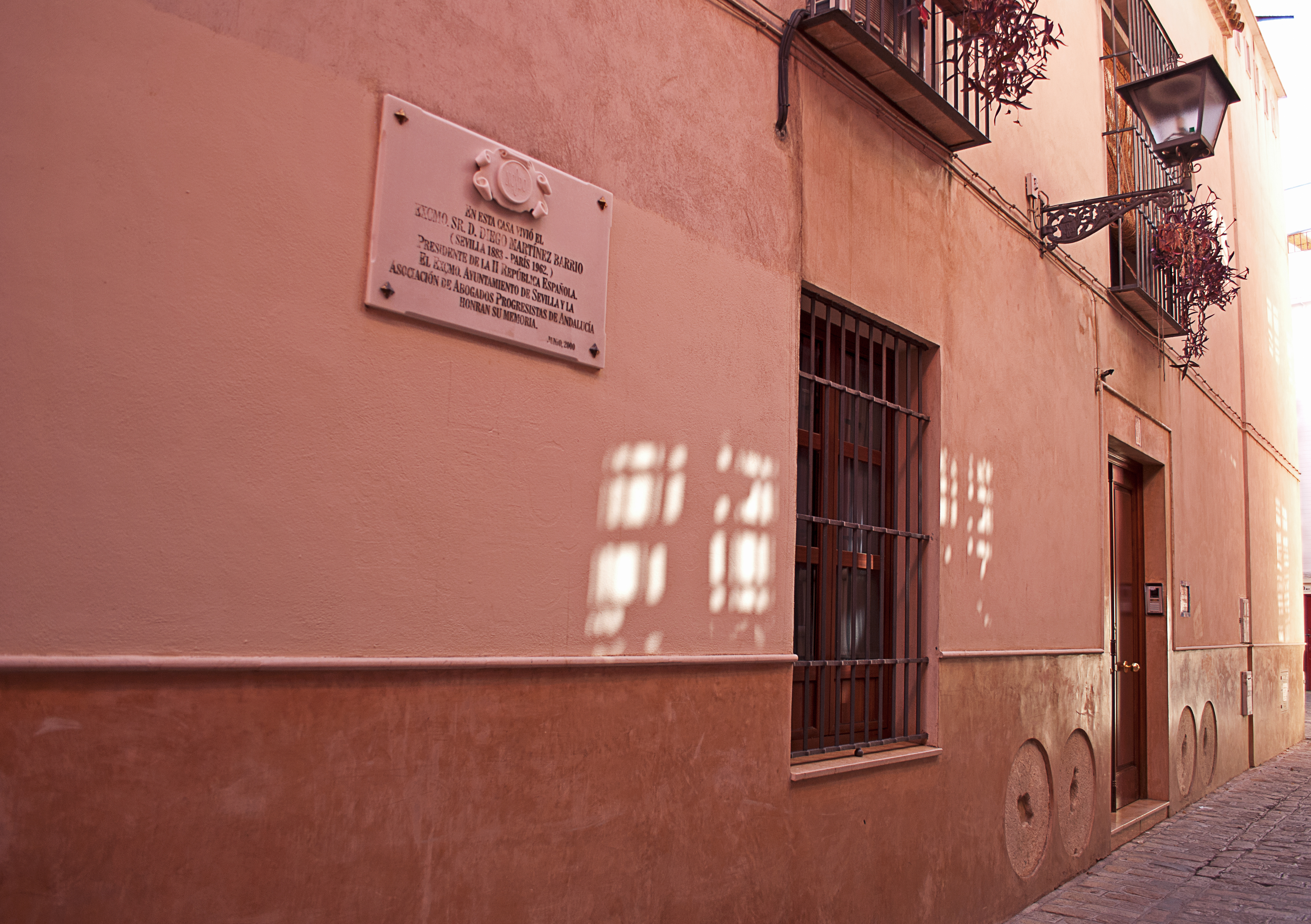
Vista de la casa en la calle Roque Barcia (hoy Lirio) de Sevilla, donde se encontraba la vivienda particular y la imprenta de Martínez Barrio.

El 15 de abril de 1931, acompañado de Marcelino Domingo, Indalecio Prieto y Lluís Nicolau d’Olwer, que también se encontraban en el exilio, regresó a España por ferrocarril. El viaje —nada más cruzar la frontera— se convirtió en una apoteosis, la gente se agolpaba en las estaciones, e incluso para satisfacer a la población, el tren hubo de detenerse en pueblos en los que habitualmente no lo hacía. El entusiasmo popular al paso de la comitiva fue enorme. En Valladolid se presentó el capitán general Fernández Pérez junto a su estado mayor mientras las bandas militares interpretaban el himno de Riego, ya convertido en himno nacional. Nada más llegar a Madrid, se trasladó directamente al Ministerio de la Gobernación, donde quedó constituido el Gobierno provisional de la República, en el que ocupó la cartera de ministro de Comunicaciones, departamento ministerial que acababa de ser creado por dicho gobierno.
El 8 de octubre de 1933 fue elegido para presidir el gobierno que debía organizar las elecciones, por ser una persona de reconocida moderación, respetada por todo el arco político y en efecto actuó con total imparcialidad, permitiendo por ejemplo la fundación de Falange Española que tuvo lugar en Madrid el 29 de octubre de 1933 en el Teatro de la Comedia y solventando los levantamientos anarquistas surgidos tras conocerse los resultados electorales. Las elecciones tuvieron lugar con una limpieza absoluta y durante el periodo electoral Martínez Barrio decidió suspender la aplicación de la Ley de Defensa de la República para evitar cualquier sospecha de ilegalidad o coacción. A finales de 1933 fue nombrado vicepresidente del Consejo de Ministros, cargo que ocupó hasta marzo del año siguiente. 
Posteriormente fue ministro de Gobernación con Lerroux, aunque después abandonó el partido debido a su disconformidad con la política seguida por aquel de pactos con la CEDA presidida por José María Gil Robles, fundando su propio partido que denominó Partido Radical Demócrata que más tarde se integró en la Unión Republicana.
Integrada Unión Republicana en el Frente Popular, Martínez Barrio fue elegido diputado por Madrid en las elecciones del 16 de febrero de 1936, al tratarse de un sistema electoral de listas abiertas es importante reseñar que fue el segundo candidato más votado (224 337 votos), precedido únicamente con una diferencia de 203 votos por el candidato del PSOE Julián Besteiro. Fue nombrado presidente de las Cortes y ejerció de manera interina como presidente de la República, en el periodo comprendido entre el 7 de abril al 10 de mayo de 1936, con motivo de la destitución de Alcalá Zamora.

### Guerra civil
En la noche del 18 al 19 de julio de 1936, Manuel Azaña, tras la dimisión de Santiago Casares Quiroga, le ofreció la difícil tarea de formar un gobierno de conciliación que pudiese evitar el inicio de la guerra. Durante unas horas de actividad frenética, Martínez Barrio telefoneó a varios jefes militares en un último intento para que depusieran su actitud, consiguiéndolo con varios de ellos en parte gracias a amistades personales. Por último, tal como relata en sus memorias, habló por teléfono con el general Mola, el cual se negó a ningún acercamiento. Los historiadores Juan María Gómez y Hugh Thomas, así como el periodista Rafael Fernández de Castro, que contó dicha llamada, sostienen que llegó a proponerle un puesto en el nuevo gobierno republicano; sin embargo, el propio Martínez Barrio lo negaría años después en sus memorias. El 19 de julio, presentó la dimisión al comprender que la guerra civil era inevitable. Fue entonces sustituido por José Giral. Durante la guerra civil fue uno de los consejeros más íntimos de Azaña y presidió en varias ocasiones las Cortes de la república.

### Exilio
A la caída de la República se exilió en Francia, en Cuba —el 16 de mayo de 1939— y después en México, donde presidió la Junta Española de Liberación. Tras finalizar la Segunda Guerra Mundial en 1945, regresó a París, donde fue designado presidente de la República en el exilio, cargo que ocupó hasta su muerte. Falleció en París el 1 de enero de 1962. Treinta y ocho años más tarde, en el 2000, su restos fueron trasladados a Sevilla, su ciudad natal, siendo enterrados en el cementerio de San Fernando de Sevilla.
En 2008, el Ayuntamiento de Sevilla rindió homenaje al político sevillano con la publicación de la obra Palabra de republicano, donde se recogen los diferentes discursos, conferencias, intervenciones parlamentarias, mítines y actos públicos en los que intervino Martínez Barrio entre 1901 y 1959, así como una importante muestra de su correspondencia epistolar.